# شرق فينتشلي (محطة مترو أنفاق لندن)
شرق فينتشلي (بالإنجليزية: East Finchley)‏ هي إحدى محطات مترو أنفاق لندن. تقع على خط نورذيرن أفتتحت في المنطقة (Zone) رقم 3 أفتتحت في 22 أغسطس 1867، 3 يوليو 1939. 